# Lila sköldpaddsört
Lila sköldpaddsört (Chelone obliqua) är en grobladsväxtart som beskrevs av Carl von Linné. Enligt Catalogue of Life ingår Lila sköldpaddsört i släktet sköldpaddsörter och familjen grobladsväxter, men enligt Dyntaxa är tillhörigheten istället släktet sköldpaddsörter och familjen grobladsväxter. Arten förekommer tillfälligt i Sverige, men reproducerar sig inte.

## Underarter
Arten delas in i följande underarter:
- C. o. erwiniae
- C. o. speciosa

## Bildgalleri

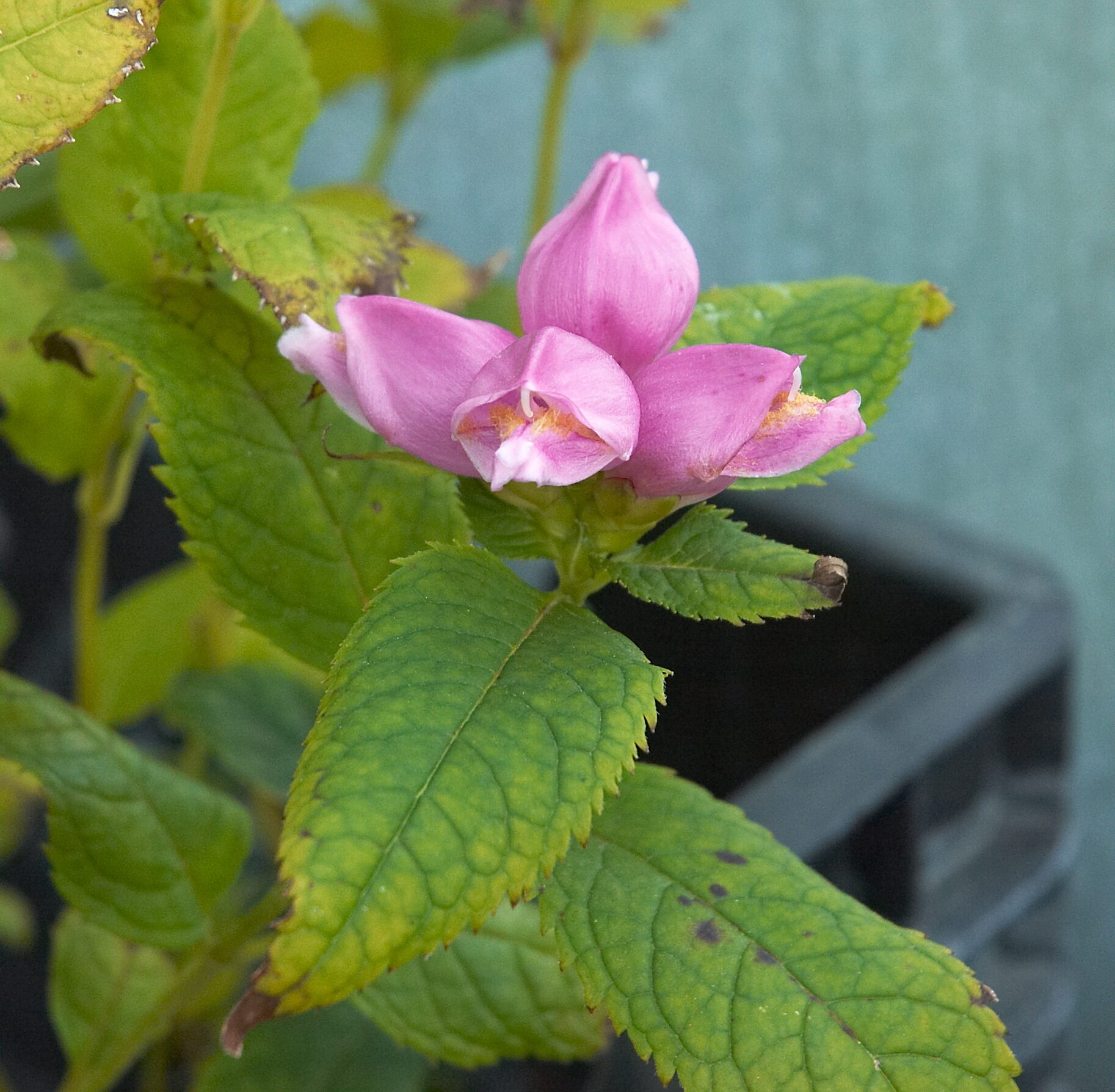
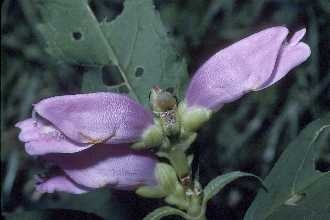
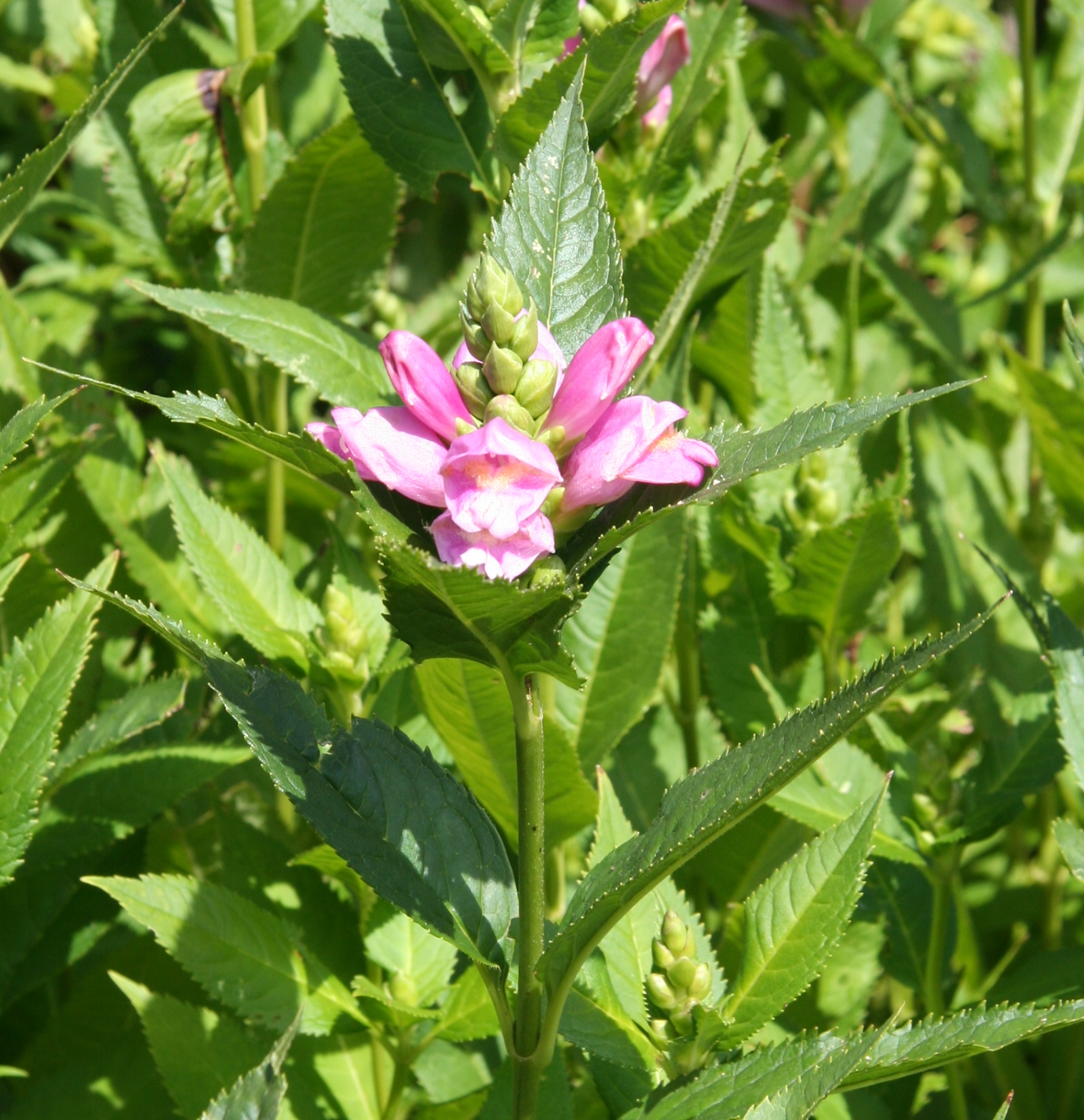